# Стратилатов, Иван Александрович
Иван Александрович Стратила́тов (1836, Санкт-Петербург — 7 марта 1875, Санкт-Петербург) — русский духовный писатель, магистр Санкт-Петербургской духовной академии, позже священник.

## Биография
Родился в семье Александра Степановича Стратилатова, протоиерея Исаакиевского собора в Санкт-Петербурге. Окончил Александро-Невское духовное училище (знаменитую «бурсу»), Санкт-Петербургскую духовную семинарию (1853—1857) и Санкт-Петербургскую духовную академию (1857—1861) со степенью магистра. В бурсе и семинарии вместе с ним заканчивал курс Н. Г. Помяловский, в академии — протоиерей Алексей Ставровский.
По окончании академии определен учителем священной истории и латинского языка в Александро-Невское духовное училище, в 1865—1867 годах преподавал всеобщую и русскую гражданскую историю и латинский язык уже в Санкт-Петербургской духовной семинарии со званием профессора, в 1867—1869 служил при ней библиотекарем.
Рукоположен 30.5.1869 во священника к церкви свв. Петра и Павла при Обуховской женской больнице. Спустя год, 14.5.1870, переведен к церкви Образа Божией Матери, Всех Скорбящих Радости, при мужском отделении Обуховской больницы, где и служил до своей кончины.
С 25.12.1867 состоял казначеем первого в Санкт-Петербурге (основано в 1866) приходского благотворительного общества при той же церкви Образа Божией Матери, Всех Скорбящих Радости в Обуховской больнице, преподавал закон Божий в двух приютах для малолетних (в частности, с 3 сентября 1869 г. в приюте в память 19 февраля 1861 года.

## Семья
Был женат на дочери настоятеля столичной Владимирской церкви протоиерея Александра Николаевича Соколова Надежде (1844—п. 1917), с которой имел детей: Марию (1867—1885?), Александра (2.2.1869—1935?), Николая (род. 1871), и Ивана (30.5.1875—7.3.1916)). Умер, заразившись сыпным тифом от больных, которых исповедовал, и погребен на Волковом, или Волковском, кладбище.
Брат И. С., Константин Александрович Стратилатов — священник церкви во имя Благовещения Пресвятой Богородицы в Новой Деревне, был известным в своё время проповедником и духовным писателем.

## Литературная деятельность
Состоял сотрудником журнала Санкт-Петербургской духовной академии «Духовная беседа». В этом издании опубликованы его статьи духовно-нравственного содержания.
В 1865 году в Санкт-Петербурге отдельным изданием вышло в свет его магистерское сочинение — «О древности и важности апостольских правил», которое, по выражению автора биографического очерка в «Русском биографическом словаре», «по тщательности редакции приложенных к ней первоисточников, верности и продуманности суждений и историческому анализу представляет одно из наиболее ценных исследований в русской духовной литературе по данному вопросу». См. также краткую рецензию в «Книжном вестнике».

## Труды
- Стратилатов И. А. Древность и важность апостольских правил : (С прил. самых апостол. правил) / Соч. магистра Ивана Стратилатова. - Санкт-Петербург : тип. Э. Веймара, 1865. - 8, 229 с.;
- Стратилатов И. А. Древность и важность апостольских правил. С приложением самих правил. Санкт-Петербург: Журнал «Нева», 1996.
- О сошествии Иисуса Христа во ад // Духовная беседа. 1867. № 15. С. 298—304; № 16. С. 309—315.
- О причинах холодности к вере, замечаемой преимущественно в нынешних образованных людях // Духовная беседа. 1867. № 38. С.187—192; № 39. С. 198—200; № 42. С. 256—264.